# Ordinul de Onoare (Rusia)
Ordinul de onoare, în rusă: орден Почёта, este un ordin de stat creat prin decret al președintelui Federației Ruse la 2 martie 1994. Ordinul de onoare este acordat cetățenilor cu remarcabile realizările guvernamentale care au contribuit la  producția economică, cercetarea științifică, activități socio-culturale, publice și caritabile, care s-au dovedit utile  pentru îmbunătățirea condițiilor de viață din țară.  Când este atribuit, este purtat pe partea stângă a pieptului. Dacă sunt prezente si alte decoratii  acesta trebuie plasat după decoratiile militare.